# 維特爾斯巴赫的理察迪絲
維特爾斯巴赫的理察迪絲（德語：Richardis von Wittelsbach，1173年—1231年12月7日），巴伐利亞公爵奧托一世的女兒，母親是盧恩的阿格尼絲。

## 家庭
1186年，理察迪絲與海爾德伯爵奧東一世結婚，兩人共有2子2女：
1. 雅萊德（1182年—1218年）
2. 格拉爾三世（1185年—1229年）
3. 奧托（英语：Otto I (bishop of Utrecht)）（1194年—1215年）
4. 瑪蒂爾德（？年—1247年）